# 音訊MIDI設定
音訊MIDI設定（英語：Audio MIDI Setup，縮寫：AMS）是Mac OS X操作系统自带的实用工具，它是系统用来调整电脑音频的输入和输出配置设置并能管理MIDI设备。
它最初是为了简化设定MIDI设备的方法而被加入Mac OS X 10.5 Leopard中的。在这个软件出现前，MIDI设备不需要此步骤，用来做这些设定的是Open Music System（OMS），第三方制造商的MIDI设备可能会省略此步骤；这是一个比AMS复杂和沉闷得多的软件。